# Sidalcea robusta
Sidalcea robusta är en malvaväxtart som beskrevs av A. A. Heller. Sidalcea robusta ingår i släktet axmalvor, och familjen malvaväxter. Inga underarter finns listade i Catalogue of Life.

## Bildgalleri

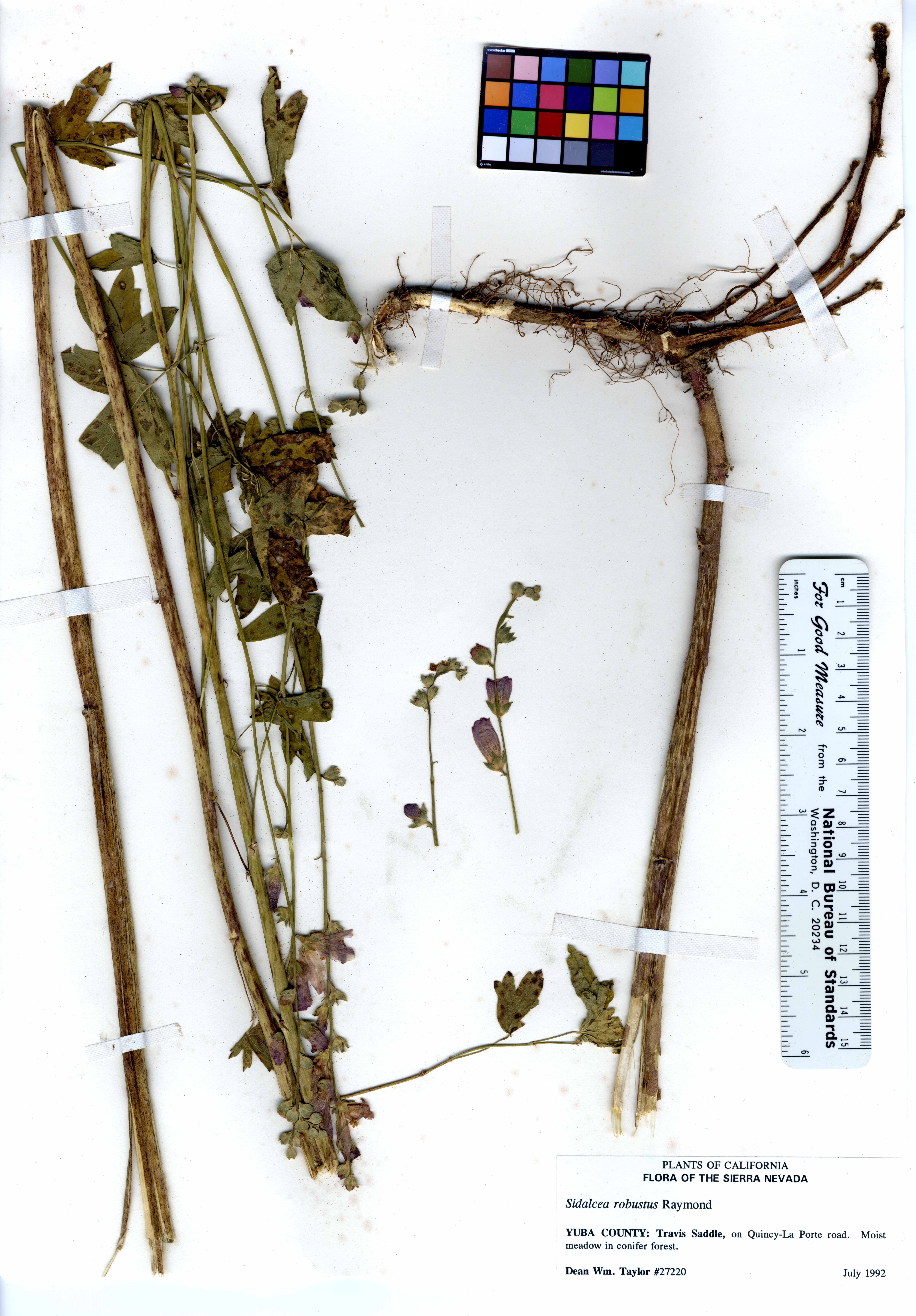